# Дрогобыль
Дрогобы́ль (бел. Драгабыль) — деревня в Барановичском районе Брестской области. Входит в состав Новомышского сельсовета. Население — 8 человек (2019).

## География
Деревня находится в 12,5 км (20 км по автодорогам) к северо-северо-западу от центра города Барановичи, в 11 км (15 км по автодорогам) к северо-северо-востоку от центра сельсовета, деревни Новая Мышь, у истока речки Замошанка, к северо-востоку от деревни Постаринье.

## История
Известна с 1567 года как владение Ходкевичей. В результате второго раздела Речи Посполитой — в составе Российской империи.
В 1870 году деревня и фольварк принадлежали Золотницкому. По переписи 1897 года — 190 жителей, хлебозапасный магазин. В 1909 году в деревне Столовичской волости Новогрудского уезда Минской губернии 41 двор и 301 житель. Рядом с деревней находилось три имения (в сумме 47 жителей).
Согласно Рижскому мирному договору (1921) деревня вошла в состав межвоенной Польши, где принадлежала гмине Столовичи Барановичского повета Новогрудского воеводства, в 1921 году было 30 домов, рядом находился одноимённый фольварк. С 1939 года в составе БССР, в 1940–62 годах — в Городищенском районе Барановичской, с 1954 года Брестской области. Затем передана Барановичскому району. С конца июня 1941 года до 8 июля 1944 года оккупирована немецко-фашистскими войсками.
17 февраля 1975 года передана из упразднённого Гирмантовского сельсовета в Новомышский.
Есть ферма КРС, до недавнего времени действовал магазин.

## Население
На 1 января 2021 года насчитывалось 7 жителей в 6 домохозяйствах, в том числе 4 в трудоспособном возрасте и 3 — старше трудоспособного возраста.
| Численность населения (по переписи) | Численность населения (по переписи) | Численность населения (по переписи) | Численность населения (по переписи) | Численность населения (по переписи) | Численность населения (по переписи) |
| 1897                                | 1921                                | 1959                                | 1999                                | 2009                                | 2019                                |
| ----------------------------------- | ----------------------------------- | ----------------------------------- | ----------------------------------- | ----------------------------------- | ----------------------------------- |
| 190                                 | ↘177                                | ↗231                                | ↘35                                 | ↘26                                 | ↘8                                  |